# 公路二村公園

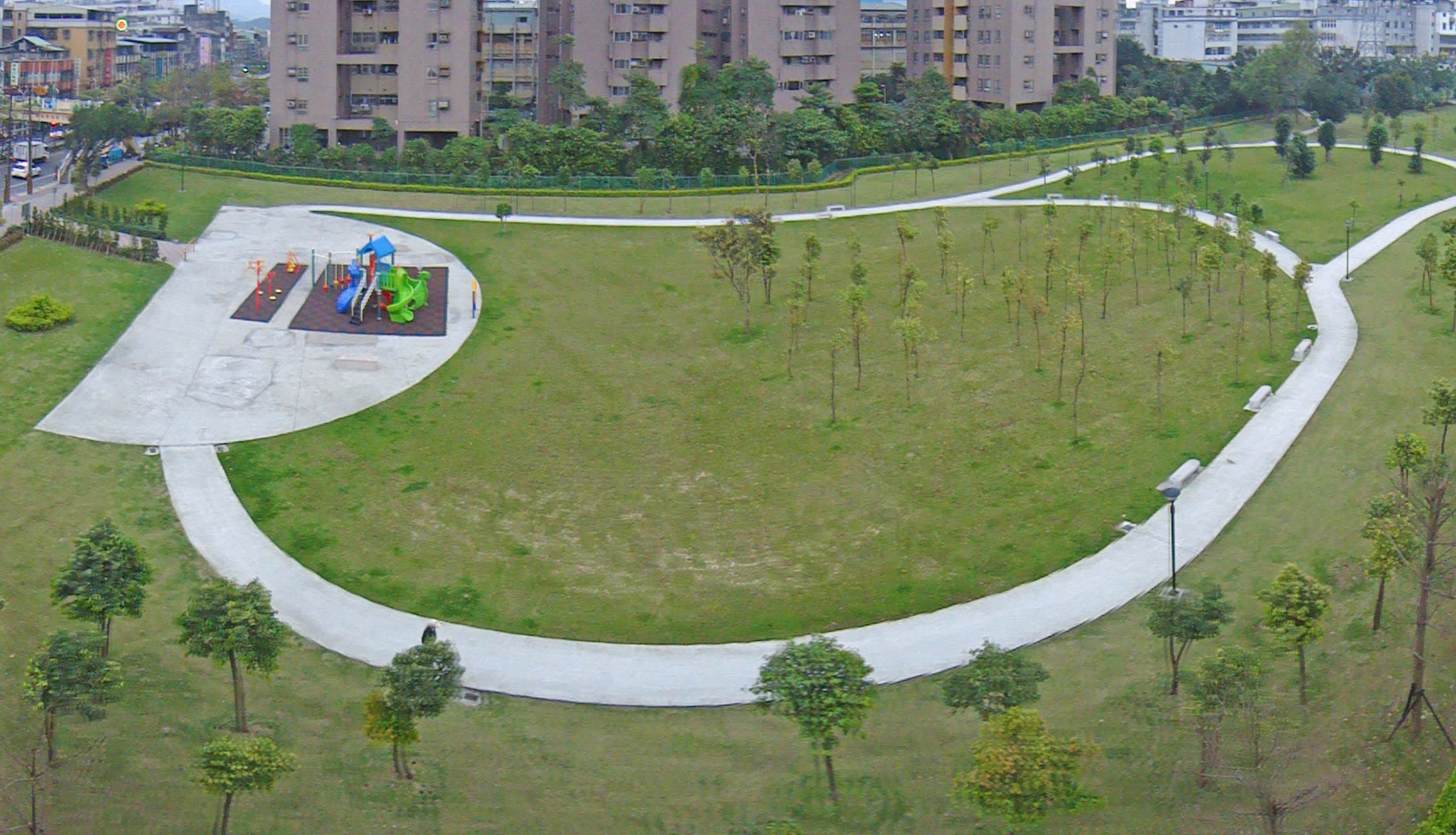
鳥瞰公路二村公園

公路二村公園位於臺灣新北市中和區連城路北側，面積超過1公頃，與安邦公園面積相當，兩座公園間以跨越連城路的天橋串聯。

## 歷史演變

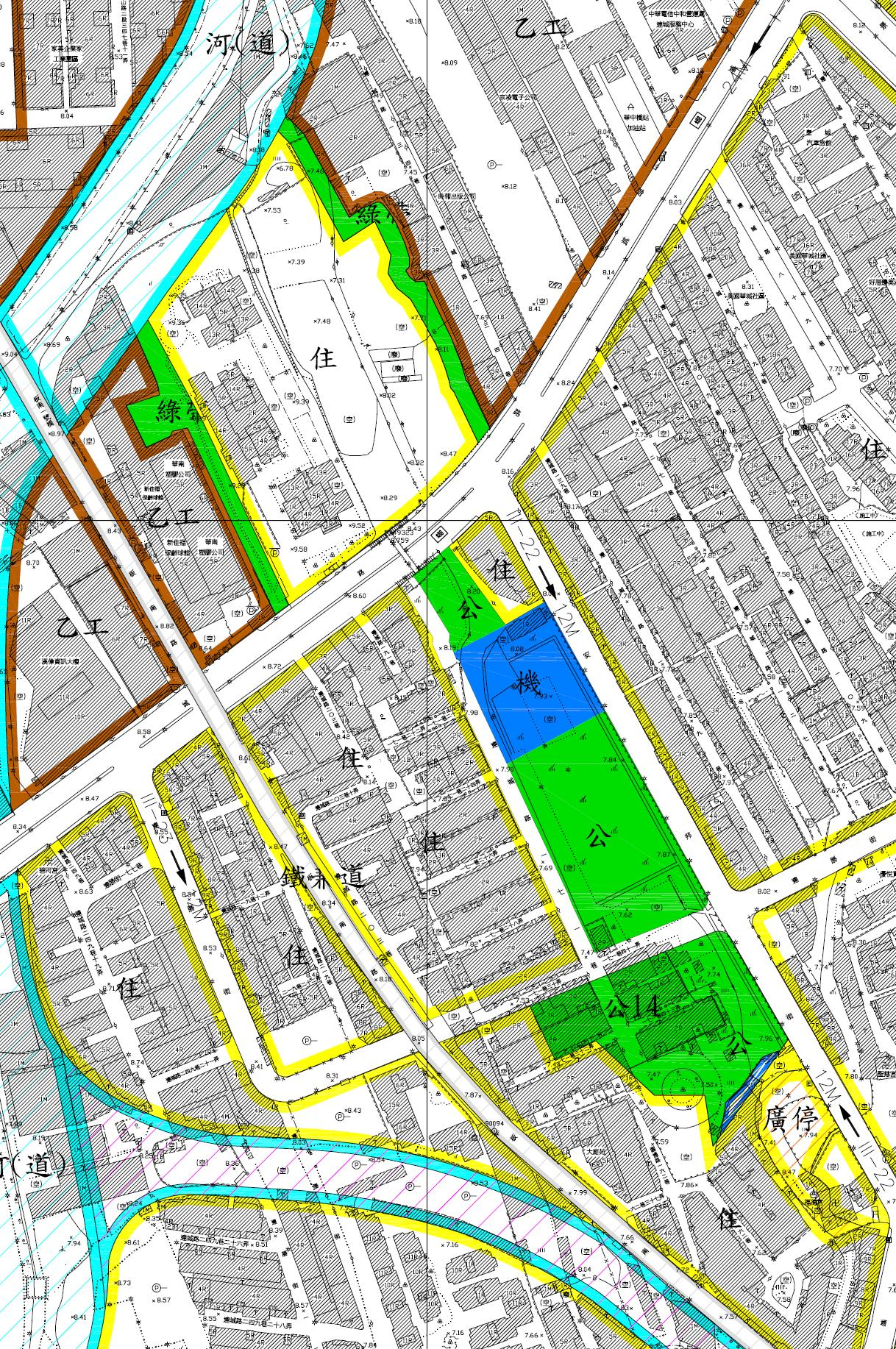
民國99年12月地籍圖 節錄有關公路二村公園和安邦公園

此處原本是財政部國有財產局所有的台灣省公路局舊宿舍，名為「公路二村」，地址原為台北縣中和市連城路144巷。公路二村遷村後，此處環境髒亂且長滿雜草。為了善用這塊將近4千坪的國有土地，台北縣中和市公所取得國有財產局同意無償借地，一期兩年，規劃為簡易公園；地籍圖上除了東側邊緣屬於綠帶，其餘仍屬住宅用地，西側則是眷村改建社區「四知新城」。。

## 設施
- 廣場
- 園道
- 草坪
- 樹林

## 具體成效
公路二村公園的開闢，將新店溪高灘地至錦和運動公園之間，沿廟子尾溝廊道的綠地串連，依序為泰隆公園、廟子尾溝河渠、廟美綠林小徑、公路二村公園、安邦公園、圓通綠廊，使位居中和區中心的「漳和綠園道」願景得以實現。

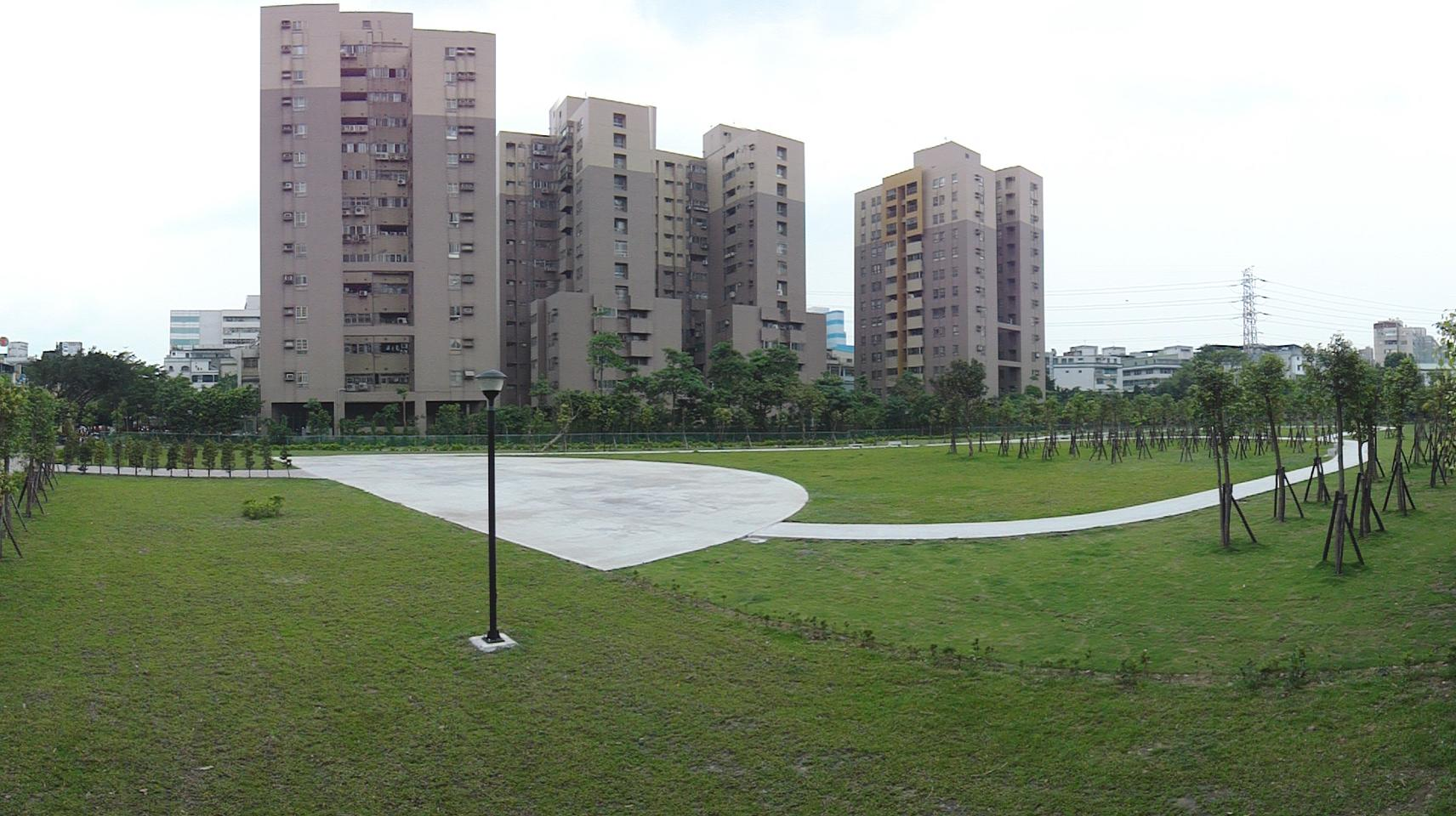
公路二村公園
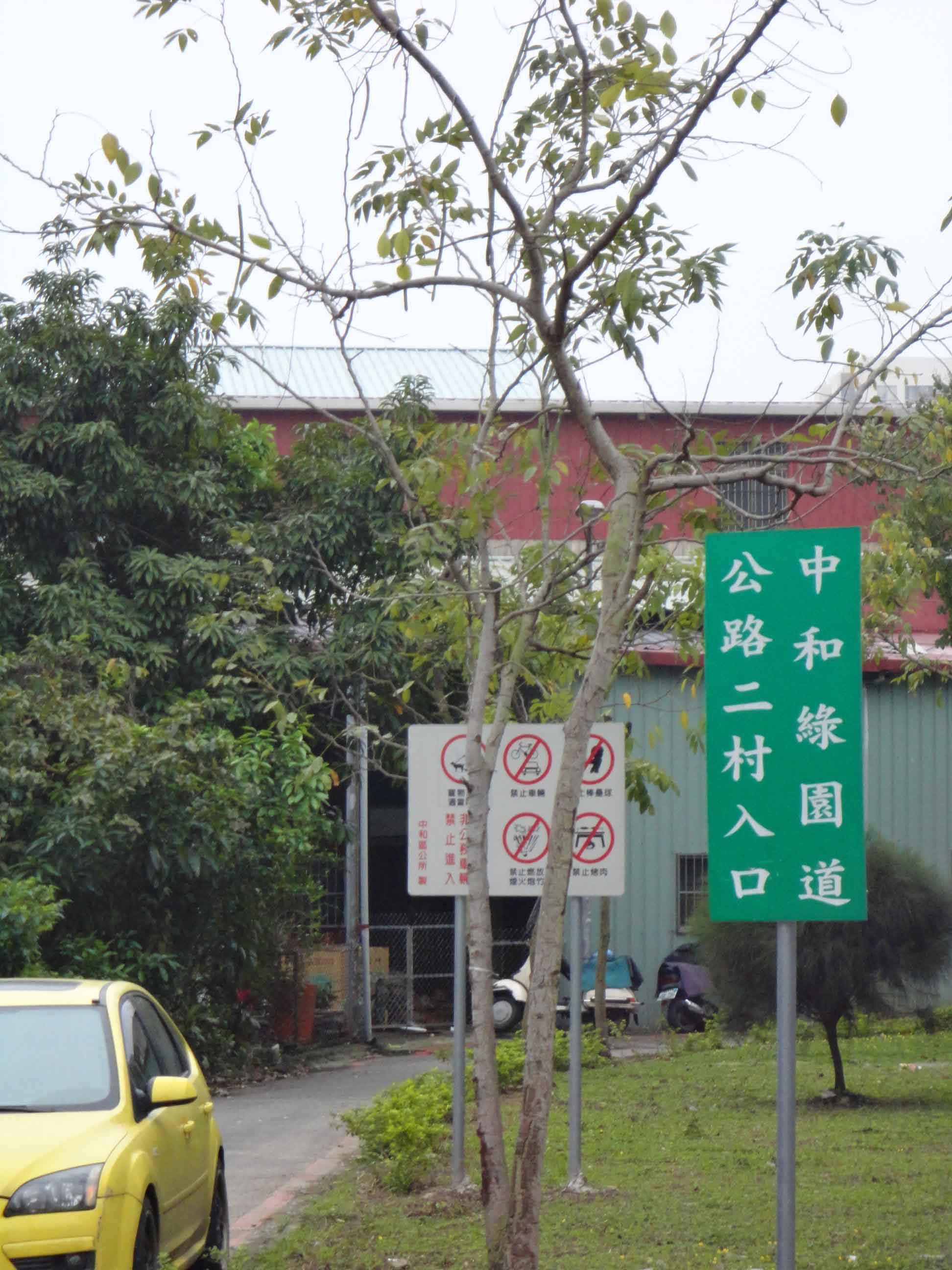
公路二村靠中和排水路的入口

## 交通方式
- 公車：搭乘中和區免費接駁公車「橫路里至自強國中」或台北聯營公車57、214、214直、241、243、275、275副（707）、307、311、311區、706、793、796、908、921、950、985，於「連城板南路」站下車。
- 單車：由新店溪左岸自行車道，於中和抽水站天橋銜接中和排水路自行車道，過中山路二段未達板南路時左轉即達。